# Восс, Август Эдуардович
А́вгуст Эдуа́рдович Восс (латыш. Augusts Voss; 30 октября 1916, д. Салтыково (ныне не существует), Тарский уезд, Тобольская губерния, — 10 февраля 1994 года, Москва, Российская Федерация) — латвийский советский партийный и государственный деятель.

## Биография
Родился 30 октября 1916 года, в семье крестьянина Эдуарда Восса (1884—1973) и его супруги Марии Восс (1891—1989). У него были брат Янис (1918—2012) и сестра.
В 1933 году закончил трёхмесячные учительские курсы и начал работать учителем начальных классов в деревне Знаменщики, с 1935 года – преподавателем математики в Викуловской средней школе.
После окончания Тюменского учительского института (1939) работал в средней школе в селе Армизон.
С 1940 года — в Красной Армии, окончил полковую школу, в феврале 1941 года – курсы политработников в Москве. Член ВКП(б) с 1942 года. Во время Великой Отечественной войны на политической работе в действующей армии. Воевал в звании лейтенанта в зенитной батарее 329-го зенитного артиллерийского полка Московского корпусного района ПВО (в звании младшего политрука, затем политрука), с июня 1942 года – комиссар артиллерийского дивизиона в 201-й Латвийской стрелковой дивизии (затем 43-й гвардейской Латышской стрелковой дивизии). на Ленинградском фронте, был политруком, дважды ранен и контужен. В январе 1943 года был тяжело ранен у Старой Руссы, лечился в 1081-м эвакогоспитале и был комиссован 7 июля 1943 года. С 1943 года – директор Викуловской средней школы.
В 1945 году работал инструктором школьного отдела ЦК КП Латвии. В 1945–1948 годах учился в Высшей партийной школе при ЦК КПСС. В 1949 году – заведующий сектором науки и вузов ЦК КП Латвии, затем секретарь партийной организации Латвийского университета им. П. Стучки. В 1950–1953 годах учился в аспирантуре Академии общественных наук при ЦК КПСС. Кандидат экономических наук (1953).
В 1953–1954 годах заведующий отделом науки и культуры, в 1954–1960 годах заведующий отделом партийных органов ЦК КП Латвии. В 1960–1966 годах секретарь ЦК КП Латвии. Являлся членом Военного совета Прибалтийского Военного округа в 1960–1984.
С 15 апреля 1966 года по 14 апреля 1984 года — первый секретарь ЦК КП Латвии.
Делегат XXII–XXVII съездов КПСС; с XXIV съезда (1971 год) избирался членом ЦК КПСС (до 1990 года). Депутат Совета Национальностей Верховного Совета СССР 7—11 созывов (1966—1989) от Латвийской ССР.
С 11 апреля 1984 по 25 мая 1989 года — Председатель Совета Национальностей Верховного Совета СССР.
Член ЦК КПСС в 1971—1990 годах.
С 1989 года — персональный пенсионер союзного значения.
Характеризовался современниками как человек твёрдого и решительного характера, настоящий интернационалист, умело строивший работу по поддержанию добрых отношений латышского и русскоязычного населения. Владел латышским языком, но не говорил на нём публично. 

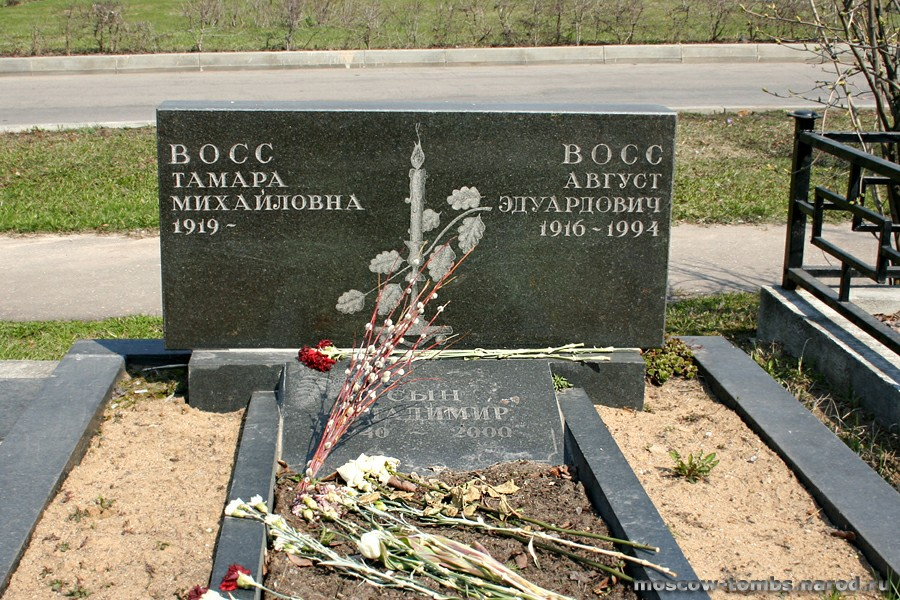

Похоронен на Троекуровском кладбище в Москве.

## Личная жизнь
Август Восс был женат на Тамаре Михайловне Восс (1919—2007). У них был один сын Владимир (1940—2000). Потомки Августа Восса проживают в России.

## Награды
- 4 ордена Ленина (29.10.1966; 27.08.1971; 29.10.1976; 29.10.1986)
- орден Октябрьской Революции (12.12.1973)
- 2 ордена Отечественной войны 1-й степени (16.06.1976; 11.03.1985)
- 4 ордена Трудового Красного Знамени (20.07.1950; 15.02.1958; 1.10.1965; 2.04.1981)
- медали